# جان باتيست لامي
جان باتيست لامي (بالفرنسية: Jean-Baptiste Lamy)‏ هو عالم عقيدة وقسيس فرنسي، ولد في 11 أكتوبر 1814 في Lempdes ‏ في فرنسا، وتوفي في 13 فبراير 1885 في سانتا فيه في الولايات المتحدة بسبب ذات الرئة.